# غاري ألين راسيل
غاري ألين راسيل (بالإنجليزية: Gary Allen Russell)‏ (4 فبراير 1993 - ) هو ملاكم أمريكي، صنّف ضمن فئة وزن خفيف الوسط ‏.